# وشکیدز (دهانه)
وشکیدز یک دهانه برخوردی در ماه‌ است.